# Инжиниринг в сфере ресурсосбережения
Инжиниринг в сфере ресурсосбережения — комплекс инженерно-консультационных услуг исследовательского, проектно-конструкторского, расчётно-аналитического характера, подготовка технико-экономических обоснований проектов, выработка рекомендаций в области оптимизации расходования ресурсов, то есть комплекс коммерческих услуг по подготовке и обеспечению процесса управления расходования ресурсов.
Ярким примером результата инжиниринга в сфере энергосбережения можно считать системы «интеллектуального здания». Отдельные элементы интеллектуального здания уже сейчас пользуются большим спросом и присутствуют практически во всех зданиях: есть видеокамеры, контроль доступа, управление вентиляцией и кондиционированием, информационные системы, просто все они спроектированы независимо друг от друга. Интеллектуальные технологии уже нашли масштабное применение в единых системах диспетчеризации, автоматизации и безопасности крупных объектов: рентабельность и удобство эксплуатации зданий неоднократно были отмечены инвесторами и девелоперами.
Потребитель получает:
```
снижение эксплуатационных расходов — 30 %,
снижение платежей за электроэнергию — 30 %,
снижение платежей за воду — 41 %,
снижение платежей за тепло — 50 %,
уменьшение выбросов СО2 — 30 %.
```

Отдельная тема — льготы по страхованию рисков, интеллектуальные технологии позволяют их снижать до 60 %!
В качестве примера, реализованного на территории России, — система диспетчеризации и управления центральным тепловым пунктом жилого комплекса на Юго-Западе Москвы. Примененные интегрированные технологии только на уровне ЦТП обеспечили дополнительно 10-20 % экономии энергии или 10-20 млн рублей в год для современного многоквартирного дома. Капитальные вложения окупились за один отопительный сезон!